# Деси Арнас
Десидерио Алберто Арнас и де Ача III (на английски: Desiderio 'Desi' Alberto Arnaz y de Acha III), познат като Деси Арнас, е кубински музикант, диригент, артист, комик и телевизионен продуцент, който има големи успехи най-вече в САЩ. От 1960 г. има две звезди на Холивудската алея на славата.

## Биография
Роден е на 2 март 1917 г. в Сантяго де Куба. Произхожда от богата фамилия. След преврата на Батиста през 1933 г. той бяга със семейството си в Маями, Флорида.
Започва кариерата си през 1936 г. като китарист. През 1939 г. участва в успешния мюзикъл Too Many Girls в театър на Бродуей. След това отива в Холивуд, където през 1940 г. участва във филмовата версия на мюзикъла, както и в други филми.
Умира на 2 декември 1986 г. в Дел Мар, Калифорния.

## Филмография
- 1940 – Too Many Girls
- 1941 – Father Takes a Wife
- 1942 – Four Jacks and a Jill
- 1942 – The Navy Comes Through
- 1943 – Bataan
- 1946 – Cuban Pete („Кубинеца Пийт“)
- 1949 – Holiday in Havana
- 1951 – 1957 – I Love Lucy („Обичам Люси“)
- 1954 – The Long, Long Trailer („Един, дълъг, дълъг фургон“)
- 1955 – Forever, Darling
- 1957 – 1960 – The Lucy-Desi Comedy Hour („Комедийният час на Люси и Деси“)
- 1967 – 1968 The Mothers-in-Law („Свекървите“)
- 1982 – The Escape Artist